# Château de l'Étang (Audigny)
 (octobre 2023).
Si vous disposez d'ouvrages ou d'articles de référence ou si vous connaissez des sites web de qualité traitant du thème abordé ici, merci de compléter l'article en donnant les références utiles à sa vérifiabilité et en les liant à la section « Notes et références ».
Pour les articles homonymes, voir Château de l'Étang.
Le château de l'Étang - ou château de l'Estang - est situé à Audigny, en France.

## Localisation
Le château est situé sur la commune d'Audigny, dans le département de l'Aisne, en région Hauts-de-France.

## Description
Le château est un ouvrage de forme polygonale avec deux tours rondes, à l'origine il était entouré de douves. Il est en lien direct à l'entrée, de la vallée de l'Oise, d'un réseau défensif et d'alerte[pas clair] avec le château fort de Guise, l'église Saint-Médard de Flavigny-le-Grand-et-Beaurain est située derrière le château de l'Étang, jusqu'à l'ancienne petite forteresse de Wiège-Faty.

## Historique
Le monument est inscrit partiellement au titre des monuments historiques par arrêté du 28 juin 1927.

## Galerie

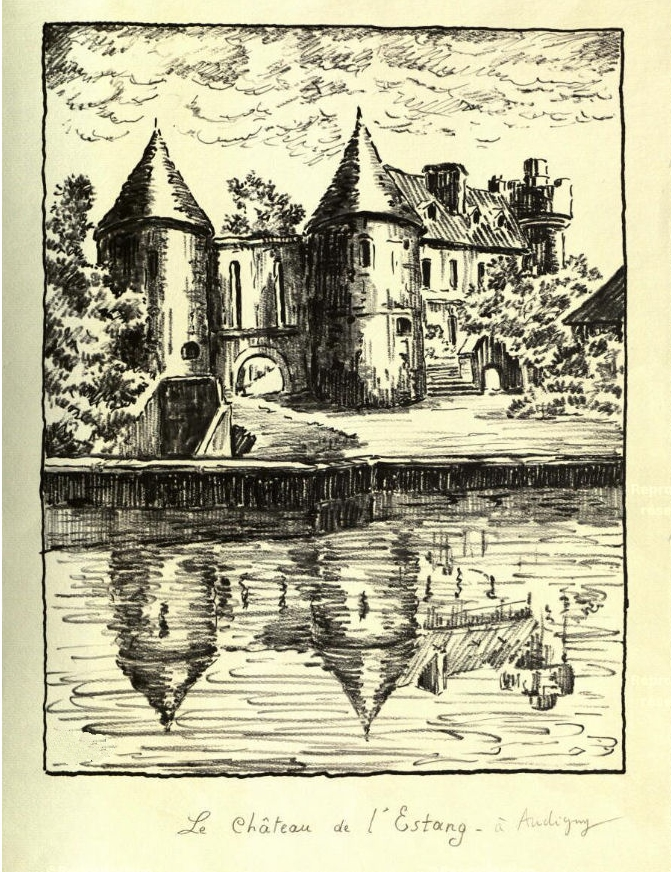
Dessin du château de l'Étang. (AD de l'Aisne).
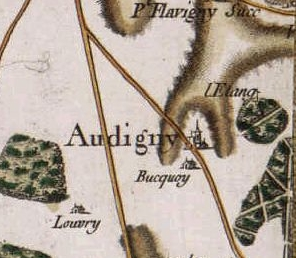
Carte de Cassini vers 1750 sur laquelle est représenté le domaine de l'Étang.
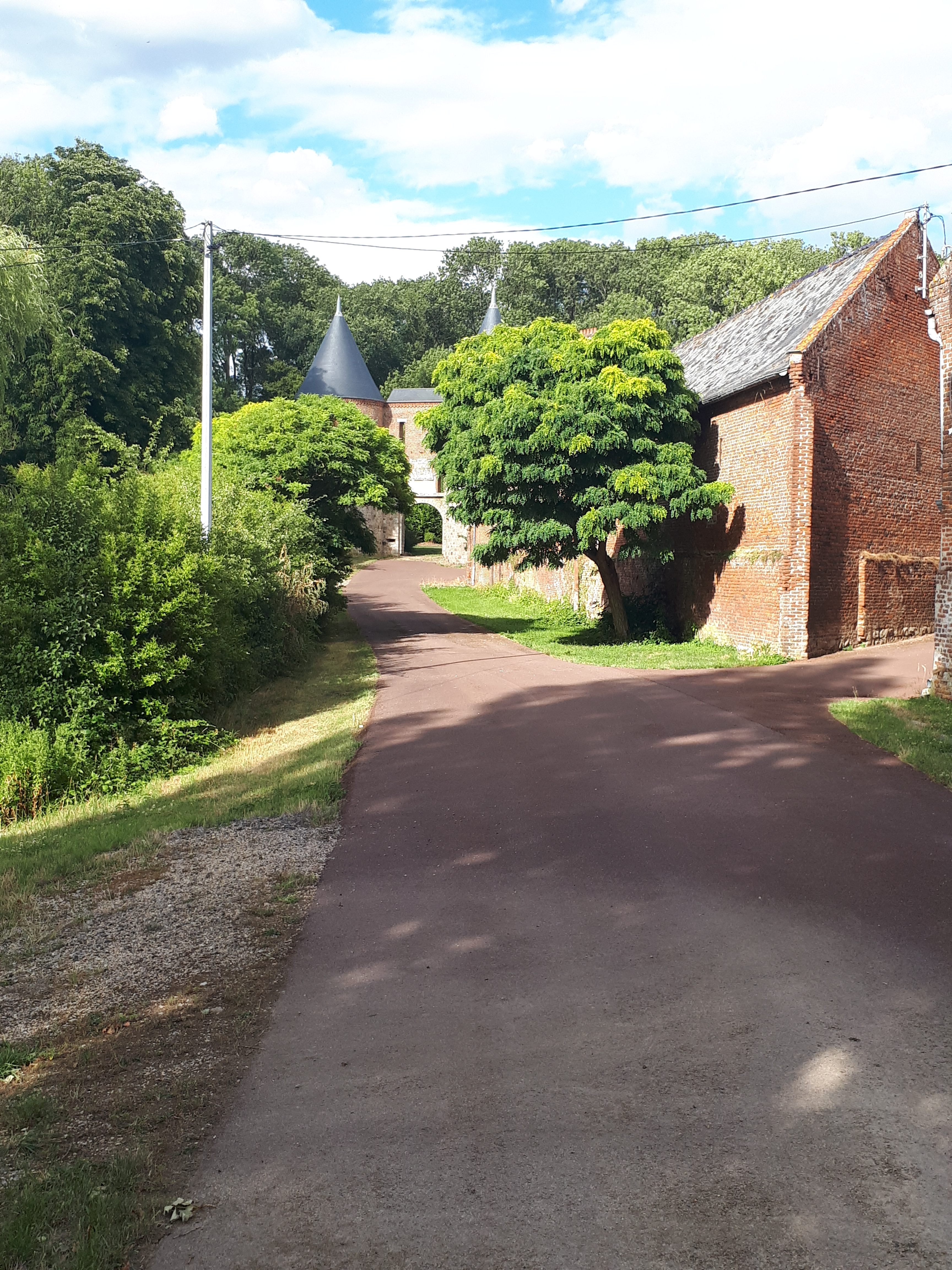
Vue actuelle du château de l'Étang.
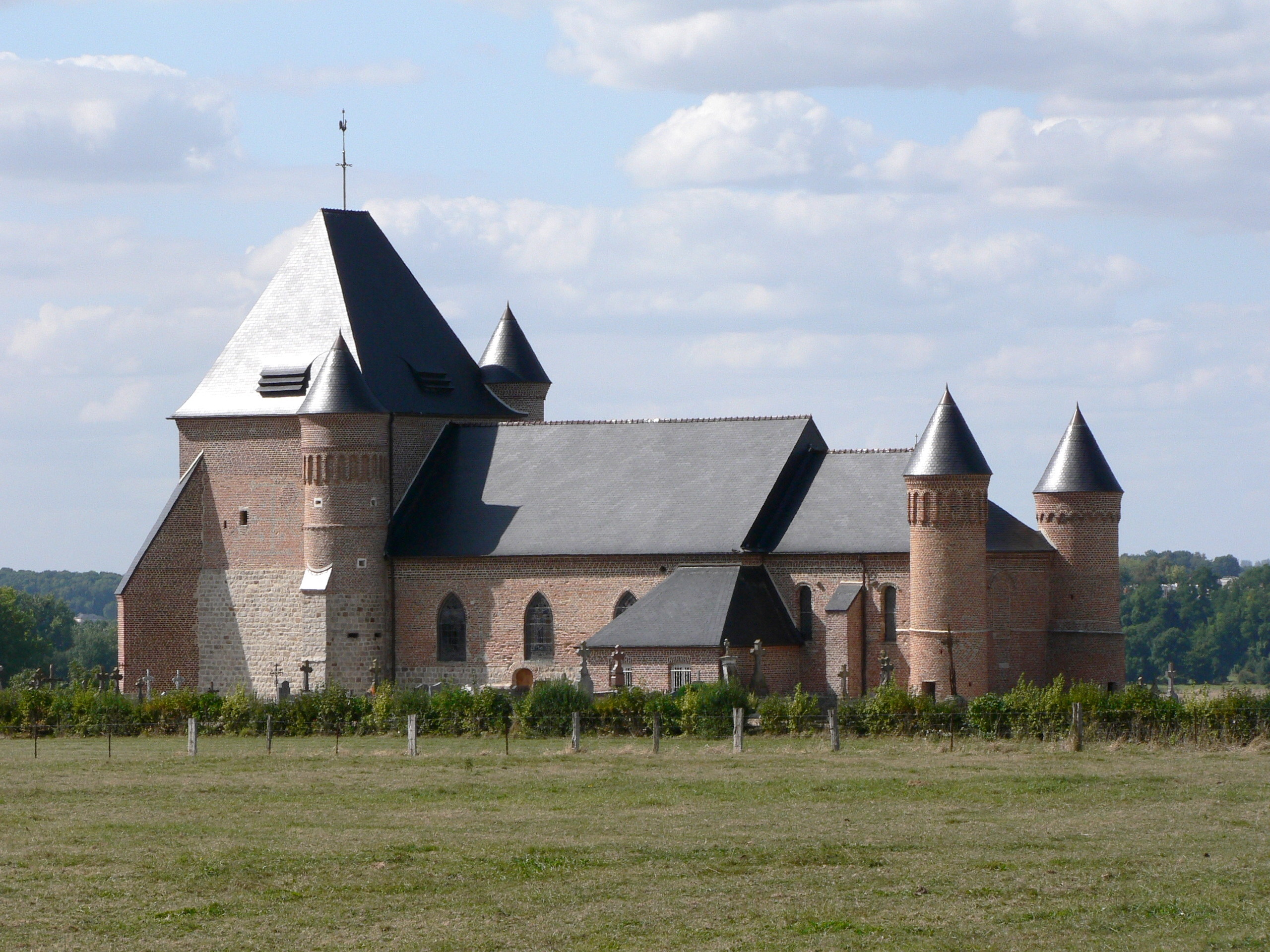
Église Saint-Médard de Flavigny-le-Grand-et-Beaurain.
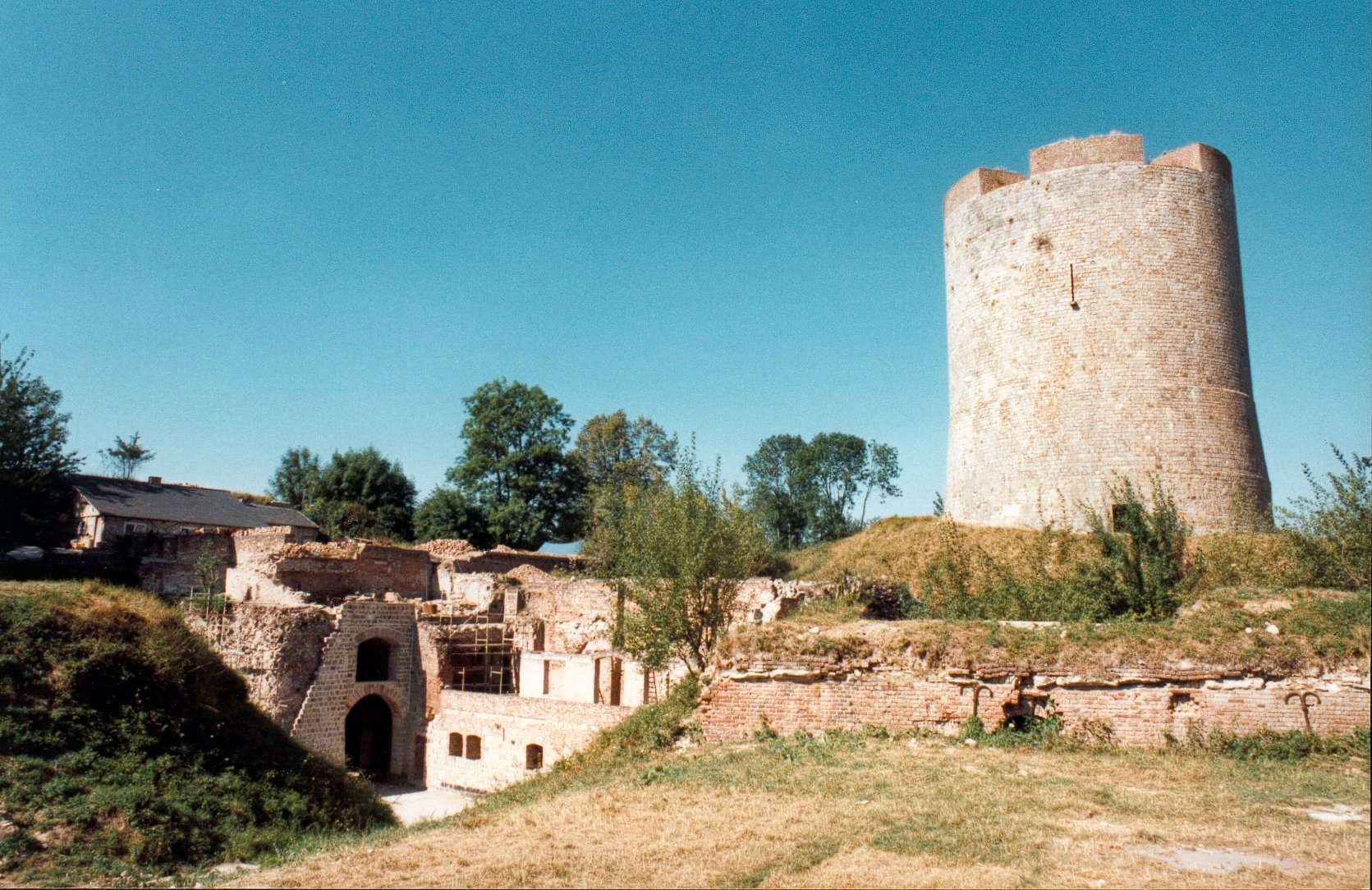
Château de Guise.